# Biquíni

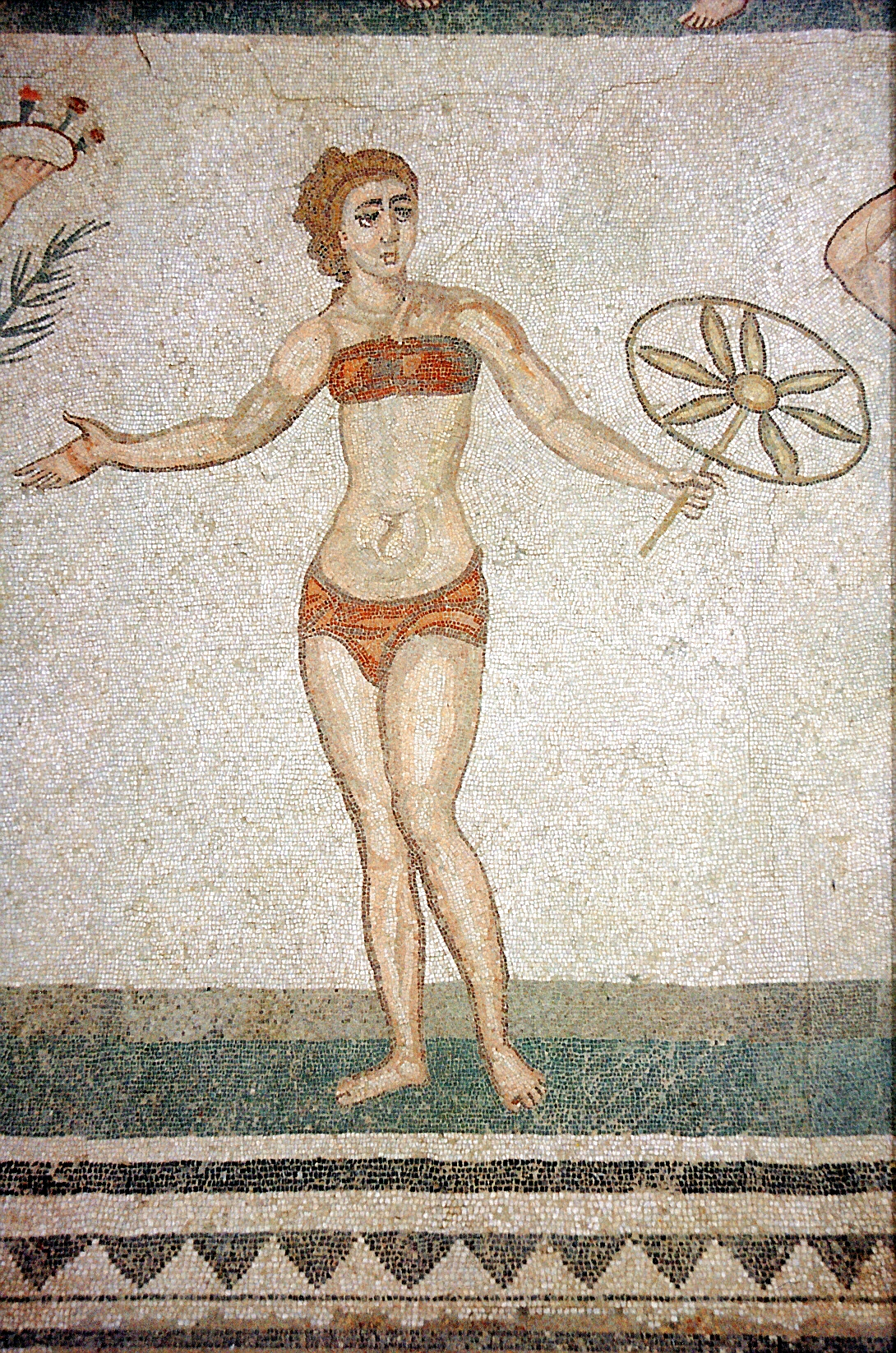
Mosaico romano do século IV de Villa del Casale em Piazza Armerina, na Itália

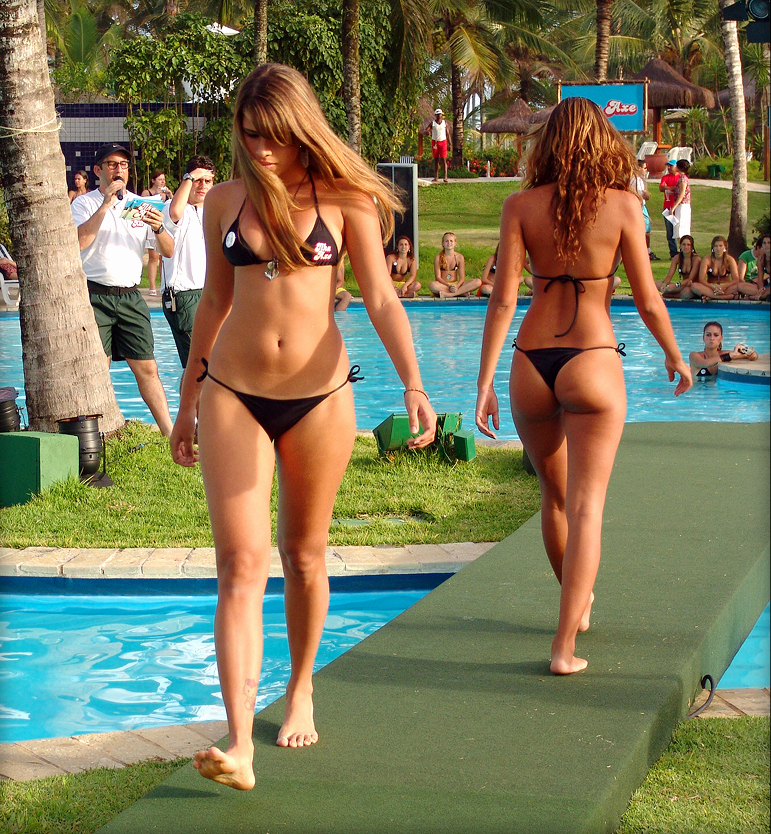
Mulheres de biquíni

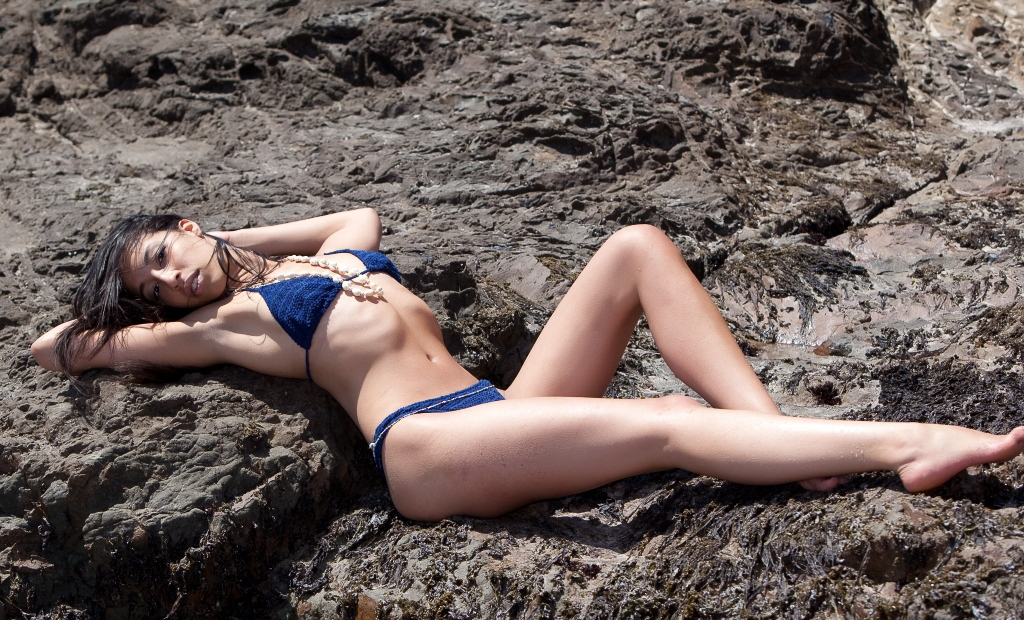
Mulher deitada de biquíni

O biquíni ou bikini é um conjunto de duas peças, derivadas do maiô, de tamanhos reduzidos, que cobrem o busto e a parte inferior do tronco. Seu nome deriva do atol de Bikini, um atol do Pacífico, usado para testes com bombas nucleares e em 5 de julho de 1946 ocorreu o seu lançamento, numa piscina de Paris. Assim, pretendia-se propor que a mulher de biquíni provocava, na época, o efeito de uma "bomba atômica". Na França, o termo é marca registrada.

## História do Biquíni

### Antiguidade
Os mais antigos precursores dos biquínis de que se tem notícia foram mostrados num mosaico romano do século IV em que várias mulheres, de saiote e bustiê exíguos, praticam esportes.

### Anos 1940
A criação do biquíni é disputada por dois estilistas franceses: primeiro, em 1946, Jacques Heim apresentou o "átomo" como "o menor maiô do mundo"; três semanas depois, em 5 de julho de 1946, Louis Réard mostrou o "bikini, menor que o menor maiô do mundo" e ficou com a fama de criador da peça.
No Brasil, a primeira vez que uma mulher usa o biquíni é em 1948, quando a modelo alemã Miriam Etz veste o traje de banho no Rio de Janeiro.

### Anos 1950
No início, as mulheres não estavam preparadas para usar peças de vestuário tão reduzidas, que mostravam o umbigo. Os biquínis foram, portanto, proibidos em vários países, incluindo França. No entanto, atrizes como Ava Gardner, Ursula Andress e Brigitte Bardot foram contra todos os preconceitos da época e aderiram ao biquíni, como instrumento de sedução em filmes e em fotos. 
O estilo da década era duas-peças, de tamanho grande e com as cavas da calça bem baixas. Foi considerado ousado, mas, hoje, é tido como um tamanho grande.

### Anos 1960
Nos anos 1960, o biquíni atingiu o auge de popularidade. Era, muitas vezes, usado como adorno em filmes e músicas e como contestação política e social. Tornou-se um símbolo pop. No Rio de Janeiro, tornaram-se populares os famosos biquínis "fio dental". 
O biquíni dessa década era ousado, por deixar o umbigo bem à mostra, com cava maior que a dos anos 1950. A atriz americana Jayne Mansfield foi a pioneira em usar um modelo cuja peça inferior avançava um pequeno centímetro até mostrar o umbigo, motivo de escândalo em Hollywood, no início da década de 1960.

### Anos 1970

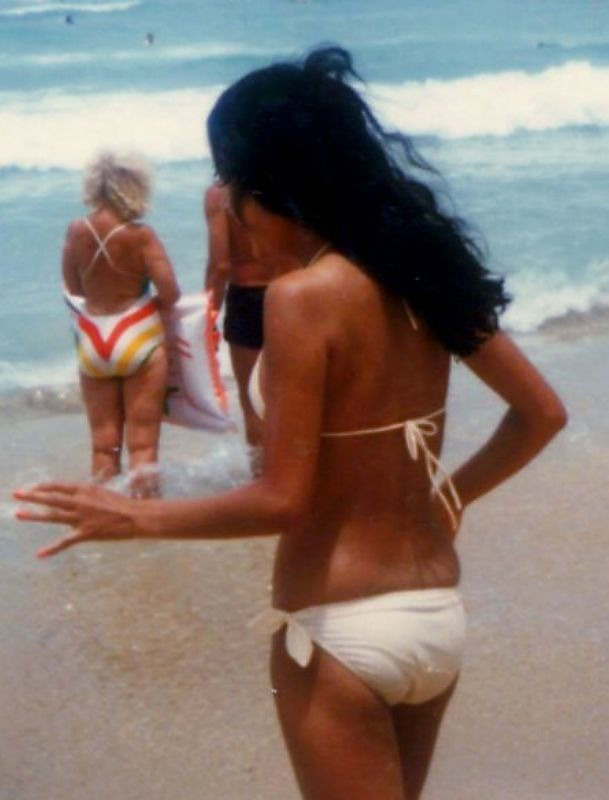
Tipo de biquíni de cintura baixa, também bastante comum nos dias de hoje devido à retomada da moda

Em geral, com calcinha lisa e sutiã estampadão. Era ousado porque o ideal seria ter o conjunto. A tanga foi uma atitude tipicamente carioca.

### Anos 1980
Lycra brilhante, o sutiã retorcido e sem nenhuma estrutura no bojo, com cores fortes, como verde-limão e rosa-pink, o fio dental e o asa-delta foram uma febre, assim como o sunquíni.
Numa mania de enrolar as laterais para ficar mais cavado, a parte de baixo do biquíni, esta atitude ficou conhecida de enroladinho e foi muito comum nas praias do Brasil nos anos de 1980, sendo o estopim para que estilistas criassem  o modelo de biquíni chamado de "asa-delta". O biquíni fio dental foi uma evolução do asa-delta, sendo lançado no Brasil e somente no Brasil, foi largamente usado.

### Anos 1990
Nos anos 1990, a moda do fato de banho foi reavivada (especialmente por causa dos efeitos nocivos provocados na pele pela exposição aos raios solares), mas não tirou o lugar ao biquíni.
A parte de baixo do biquíni dessa década era uma espécie de sunguinha ou shortinho. A camuflagem foi uma padronagem típica da década.

### Anos 2000

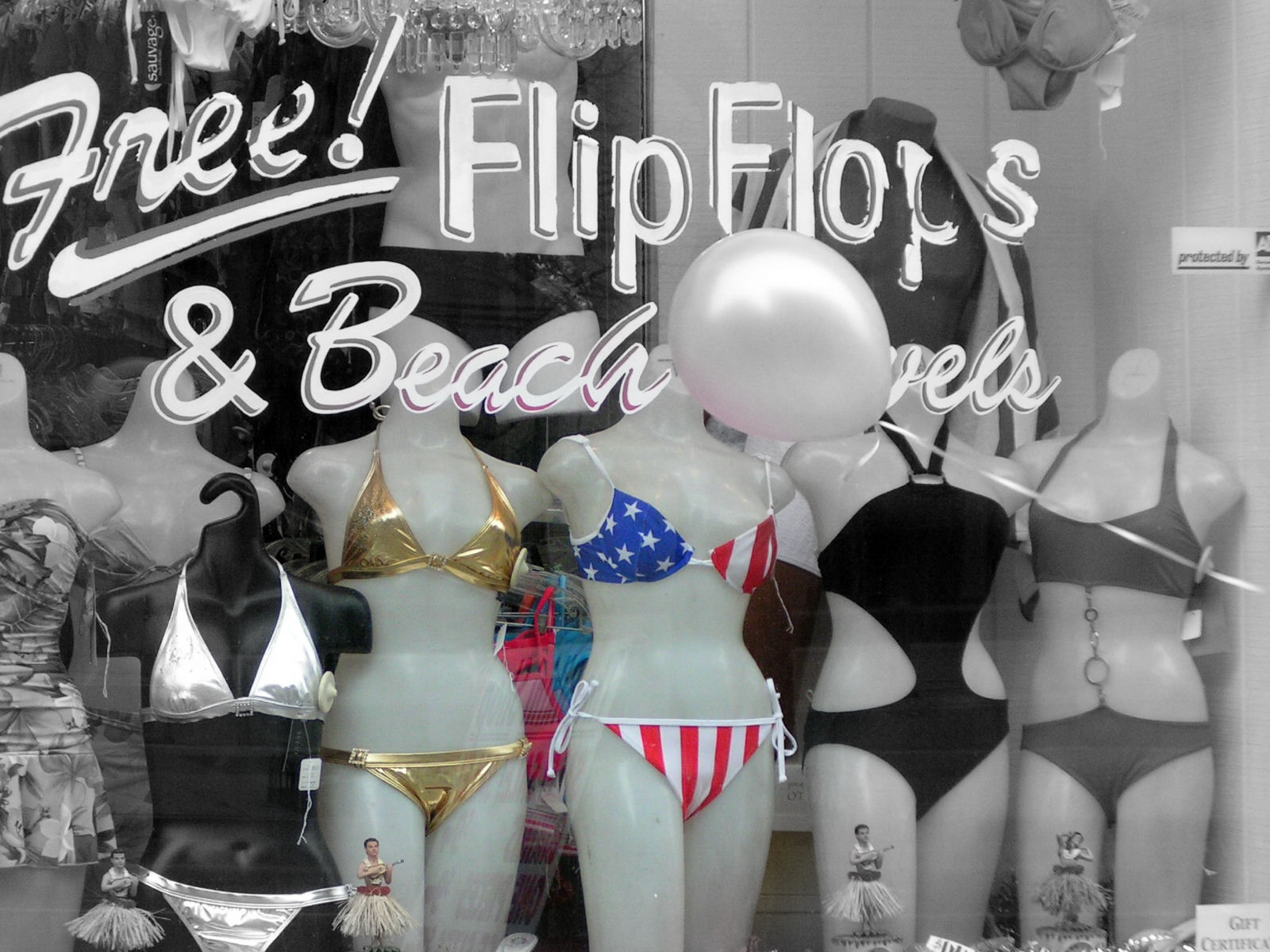
Diversos modelos modernos de biquíni

Há uma mescla de diversas modas antigas, principalmente dos anos 1970 e 1990, tornando-se menos comum o modelo asa-delta. Novos modelos bastante diferentes são criados e apresentados em desfiles de modas, virando febres em cada momento.

## Manquíni

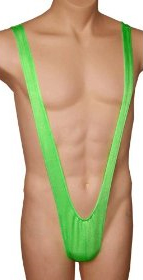
Um exemplo de manquíni num manequim

Manquíni é um termo criado para designar os biquínis usados por homens. Este tipo de traje ficou famoso no filme "Borat - O Segundo Melhor Repórter do Glorioso País Cazaquistão Viaja à América", de 2006.